# スーパーノートクラブ
スーパーノートクラブ (Super Note Club)とは、バンダイの電子知育玩具のシリーズであり、多くの種類の本体が発売されていた。

## 本体
- スーパーノートクラブ （1995年）
- スーパーノートクラブ EX （1996年）
- スーパーノートクラブ for BOYS （1996年）
- スーパーノートクラブエクセレント （1997年?）
- スーパーノートクラブ エクセレント EX
- スーパーノートクラブμ （1998年）
- スーパーノートクラブμ ティーンズタイム （1999年?）
- ファーストノートクラブ
- マウスノートクラブ クリッキー （1999年）
- モバイルノートクラブ （2000年）
- メールノートL （2001年）

## ソフト一覧
- 名探偵コナン
- 名探偵コナン エピソード2
- 名探偵コナン エピソード3
- エンジェルメールタウン
- なかよしペットメイト
- カードメールクラブ
- なかよしダイアリー
- プリモプエル
- 7つの占いで未来が見える！マジカルフューチャー
- ご近所物語
- めざせアイドル
- おちゃめなペットメイト
- スーパーノートで発見!! たまごっち
- たれぱんだ
- うさぴのゲームパーティー
- ラッキーチェックうらない
- リトルソーサリー
- スーパーアクアメイト
- チャレンジオーディション めざせアイドル
- GAME QUEST

## 周辺機器一覧
- 専用ACアダプター
- スーパーノートクラブプリンター
- スーパーノートクラブ イラストスキャナー

## 姉妹機・後継機
- デスクトップクラブ パコラ （2001年）[1]
- おジャ魔女どれみ
  - おジャ魔女どれみ ピュアレーヌパソコン （1999年）
  - おジャ魔女どれみ＃「ロイヤルパトレーヌパソコン」（2000年）
- ハローキティ
  - ハローキティ スクールタイム （2000年）
  - ハローキティ スクールノートクラブ （2001年）[2]
  - HELLO KITTY パソコンしちゃおう！ （2002年）
- アンパンマン パソコンだいすきシリーズ
  - アンパンマン パソコンだいすき （2000年）
  - アンパンマン NEWパソコンだいすき （2002年）
  - アンパンマン テレビでパソコンだいすき （2002年）
  - アンパンマン うたってしゃべってパソコンだいすき （2004年）
  - アンパンマン おどってしゃべってテレビでパソコンだいすき （2006年）
  - アンパンマン はじめてのパソコンだいすき （2008年）
  - アンパンマン うたって♪たたいて★パソコンだいすき （2011年）
  - アンパンマン マウスでクリック★アンパンマンカラーパソコン （2012年）
  - アンパンマン パソコンだいすきミニ （2012年）
  - アンパンマン マイクでうたえる♪はじめてのパソコンだいすき （2013年）
- Let's meシリーズ
  - Let's me （2001年）
  - New Let's me 2 （2003年）
  - New Let's me 2 〜マスコットもいっしょ〜 （2004年）
- たまともパソコンシリーズ
  - たまともパソコン （2010年）
  - たまともパソコン （2012年）
  - たまともパソコン3 （2013年）
- プリキュア プリティMyパソコンシリーズ
  - ハートキャッチプリキュア! プリティMyパソコン （2010年）
  - スイートプリキュア♪ プリティMyパソコン （2011年）
  - スマイルプリキュア! プリティMyパソコン （2012年）
  - ドキドキ！プリキュア　プリティMyパソコン （2013年）
- その他
  - PINGU ハッピークリック （2002年）
  - フォーチュンノート （2003年）
  - かたかたナージャパソコン （2003年）
  - ハムメッセンジャー　SlimDeskTop　 リンキッシュS （2004年）
  - サンエックスパーティー　HappyStar （2004年）
  - シナモロール ClickCafe （2005年）